# Lepadogaster
Genre
Lepadogaster est un genre de poissons marins appartenant à la famille des Gobiesocidae.

## Liste d'espèces
Selon ITIS et selon WRMS :
- Lepadogaster candolii Risso, 1810
- Lepadogaster lepadogaster (Bonnaterre, 1788)
- Lepadogaster purpurea (Bonnaterre, 1788)